# Maya (film 1989)
Maya è un film italiano del 1989 diretto da Marcello Avallone.

## Trama
Un antico male si risveglia in un piccolo villaggio messicano e molte persone cadono vittime della sua maledizione. Spetta a un medico mistico cercare di fermare questo potere malvagio prima che sia troppo tardi.